# Science-Fiction-Jahr 1888
Übersicht

◄◄ | ◄ | 1884 | 1885 | 1886 | 1887 | Science-Fiction-Jahr 1888 | 1889 | 1890 | 1891 | 1892 | ► | ►►

Weitere Ereignisse

## Neuerscheinungen Literatur
| Deutscher Titel                                      | Deutschsprachiges Erscheinungsjahr | Originaltitel                             | Autor            | Anmerkungen                                                             |
| ---------------------------------------------------- | ---------------------------------- | ----------------------------------------- | ---------------- | ----------------------------------------------------------------------- |
| Die Entscheidungsschlachten des europäischen Krieges | –                                  | –                                         | Karl Bleibtreu   |                                                                         |
| Homunkulus                                           | –                                  | –                                         | Robert Hamerling |                                                                         |
| Kometenbriefe                                        | –                                  | –                                         | Paul Michaelis   |                                                                         |
| Ein Rückblick aus dem Jahre 2000 auf das Jahr 1887   | 1890                               | Looking Backward or Life in the Year 2000 | Edward Bellamy   | Das Werk erlebte mehrere Neuauflagen und Neuübersetzungen ins Deutsche. |
|                                                      |                                    | The Inner House                           | Walter Besant    |                                                                         |

## Geboren
- Egmont Colerus († 1939)
- Thea von Harbou (schrieb das Drehbuch zu Metropolis; † 1954)
- Philip Francis Nowlan († 1940) schuf Buck Rogers
- Werner Scheff († 1947)